# Флорин (Каліфорнія)
Флорин (англ. Florin) — переписна місцевість (CDP) в США, в окрузі Сакраменто штату Каліфорнія. Населення — 52 388 осіб (2020).

## Географія
Флорин розташований за координатами 38°29′0″ пн. ш. 121°24′15″ зх. д. / 38.48333° пн. ш. 121.40417° зх. д. (38.483237, -121.404191).  За даними Бюро перепису населення США в 2010 році переписна місцевість мала площу 22,54 км², уся площа — суходіл.

## Демографія
Згідно з переписом 2010 року, у переписній місцевості мешкало 47 513 осіб у 14 804 домогосподарствах у складі 10 840 родин. Густота населення становила 2108 осіб/км².  Було 16070 помешкань (713/км²).
Расовий склад населення:
| - 31,6 % — білих - 28,6 % — азіатів - 15,8 % — чорних або афроамериканців - 1,7 % — вихідців з тихоокеанських островів - 1,1 % — корінних американців - 14,2 % — осіб інших рас |

До двох чи більше рас належало 6,8 %. Частка іспаномовних становила 27,5 % від усіх жителів.
За віковим діапазоном населення розподілялося таким чином: 29,0 % — особи молодші 18 років, 59,7 % — особи у віці 18—64 років, 11,3 % — особи у віці 65 років та старші. Медіана віку мешканця становила 32,1 року. На 100 осіб жіночої статі у переписній місцевості припадало 96,2 чоловіків;  на 100 жінок у віці від 18 років та старших — 92,9 чоловіків також старших 18 років.
Середній дохід на одне домашнє господарство  становив 52 312 долари США (медіана — 39 998), а середній дохід на одну сім'ю — 55 458 доларів (медіана — 43 723). Медіана доходів становила 37 256 доларів для чоловіків та 36 427 доларів для жінок. За межею бідності перебувало 26,5 % осіб, у тому числі 37,2 % дітей у віці до 18 років та 13,1 % осіб у віці 65 років та старших.
Цивільне працевлаштоване населення становило 18 548 осіб. Основні галузі зайнятості: освіта, охорона здоров'я та соціальна допомога — 21,1 %, науковці, спеціалісти, менеджери — 11,8 %, роздрібна торгівля — 11,4 %, мистецтво, розваги та відпочинок — 11,3 %.